# Peña Bolística Quijano
La actual Peña Bolística Quijano fue fundada en 1997, aunque con anterioridad ya hubo otras peñas en la localidad (entre 1964 y 1973, y en los años 80). Sus únicos títulos hasta la fecha son 2 campeonatos de Liga Nacional de Bolos logrados las últimas temporadas.

## Historia
El pueblo de Quijano ha contado con varias peñas a lo largo de su historia, la primera fundada en 1964 y desaparecida en 1973; a ésta le siguió otra en los años 80, que desapareció igualmente. La actual peña fue fundada en 1997, y tras comenzar desde la 3.ª categoría (donde logró el campeonato y el ascenso el primer año) pasó por la 2.ªB (subcampeón el segundo año, logrando el ascenso), 2.º Especial (campeonato y ascenso el primer año) y 1.ª (campeonato y ascenso también el primer año) antes de alcanzar la Liga Nacional, donde se ha mantenido desde la temporada 2002.
Tras la ruptura entre la Federación Cántabra y la Federación Española de cara a la temporada 2009, la PB Quijano decidió disputar la competición liguera de ambas federaciones, logrando sendos campeonatos de la Liga Nacional de Bolos de la Federación Española (2009 y 2010) y el 9.º puesto en la Liga APEBOL de la Federación Cántabra (2009).

## Palmarés
- Campeón de la Liga Nacional de Bolos (2): 2009 y 2010.
- Subcampeón de la Liga Nacional de Bolos (1): 2011
- Subcampeón de la Copa Presidente de Cantabria (1): 2007.